# Roberto Payán
Roberto Payán est une municipalité située dans le département de Nariño en Colombie.